# Nachal ha-Chamiša
Nachal ha-Chamiša (hebrejsky: נחל החמישה) je vádí v Izraeli, v Judských horách v Jeruzalémském koridoru.
Začíná v nadmořské výšce okolo 700 metrů západně od obce Ma'ale ha-Chamiša. Směřuje pak k západu rychle se zahlubujícím údolím se zalesněnými svahy podél mezi horami Har Haruach a Har Rafid. Z jihu míjí vesnici Nataf. Potom vstupuje do bývalého nárazníkového pásma mezi Izraelem a Západním břehem Jordánu poblíž latrunského výběžku, kde po pár desítkách metrů ústí do vádí Nachal Jitla, která jeho vody odvádí dál do Ajalonského údolí, které začíná nedaleko odtud.